# Ash-Sharh
Ash-Sharh (L'Espansione) è la novantaquattresima Sura del Corano, una sura meccana composta da 8 versetti. Questa sura tratta principalmente dell'aiuto e del sollievo che Allah offre al Profeta Maometto durante momenti di difficoltà.

## Contenuto
- Il Dono dell'Espansione: La sura si apre con Allah che parla del dono dell'espansione e del sollievo dopo periodi di difficoltà.
- Le Preghiere del Profeta: Il Profeta Maometto è esortato a pregare e a cercare Allah durante i momenti di necessità e afflizione.
- La Promessa di Allah: Allah rassicura il Profeta che dopo ogni difficoltà arriverà un sollievo.

## Analisi
La Sura Ash-Sharh è significativa perché offre conforto e sostegno al Profeta Maometto, rassicurandolo che Allah sarà sempre presente per aiutarlo durante i momenti di difficoltà. La sura insegna ai credenti l'importanza della fiducia in Allah e della pazienza durante i periodi di prova, incoraggiandoli a rivolgersi a Allah attraverso la preghiera e la supplica durante i momenti di bisogno. Inoltre, essa sottolinea la certezza che dopo ogni difficoltà arriverà un sollievo, offrendo speranza e consolazione ai credenti durante i momenti di crisi. La sura serve quindi come un incoraggiamento per i credenti di perseverare nelle difficoltà e di mantenere la fede nel supporto divino.